# Пйотр Вода зі Щекоцин
Пйотр Вода зі Щекоцинів гербу Одровонж (пом. 1454) — державний діяч Королівства Польського, підканцлер коронний, староста ольштинський, завихостський, холмський і луківський.

## Життєпис
Був сином Яна зі Щекоцинів, люблінського каштеляна, і Офки, доньки Збіґнєва з Вельґомлинів. Мав двох братів — Яна та Добеслава.
Вперше Пйотр згадується у джерелах 1403 року, коли як клірик дієцезії краківської отримав канонію крушвицьку. 1409 року став студентом факультету мистецтв Краківського університету, 1415 року отримав ступінь бакалавра.
У королівській канцелярії розпочав працювати найпізніше 1420 року, коли він згадується як нотаріус короля Владислава II Ягайла. 1421 року покинув канонію крушвицьку — ймовірно, звідтоді припинив свою церковну кар'єру.
Перебуваючи при королівському дворі, у 1427 році разом з іншими придворними та братом Добеславом був звинувачений у перелюбі з королевою Софією Гольшанською. Тоді ж він утік з Польщі до двору угорського короля та імператора Священної Римської імперії Сигізмунда Люксембурзького. 1428 року брав участь у битвах з турками на боці останнього, під кінець травня потрапив у полон, звідки король Сигізмунд його викупив. 1429 року, коли з королеви Софії, котра була приблизно на 40 років молодша за Владислава Ягайла, було знято звинувачення, Пйотр і Добеслав повернулися до королівського двору та підтримували становлення та різноманітну діяльність синів Ягайла. 
Після смерті батька 1432 року, Пйотр одідичив Ольштинське староство, на якому його батько мав записи на суму 1200 гривень, виданих у 1406–1417 роках. Пізніше він отримав ще більше сум від Ольштинського староства (1400 гривень у 1433–1443 роках).
Після смерті Владислава Ягайла Пйотр Вода приєднався до партії Збіґнєва Олесніцького та невдовзі, у лютому 1438 року, обійняв посаду підканцлера коронного, на якій перебував до кінця життя.
Восени 1438 Пйотр брав участь у королівській виправі з метою отримання чеської корони, за що був щедро винагороджений королем Владиславом Варненчиком. Він був прихильником королівської дунайської політики, тому перебував з королем в Угорщині протягом 1440–1444 років. У військовому поході проти турків 1444 року він виставив підрозділ 100 озброєних вояків, брав участь у битвах. Перебував біля короля до 22 вересня, потім імовірно був відправлений останнім до Польщі з королівською відповіддю польській шляхті, котра вимагала повернення короля. Цього ж року став старостою хелмським.
Під час елекційного сейму у Пйотркуві 27–28 березня 1446 року Пйотр Вода підтримав кандидатуру мазовецького князя Болеслава. Він також брав участь у легації (13 польських шляхтичів), яка вирушила з Парчівського з'їзду в середині вересня 1446 року до Берестя-Куявського, щоб просити Казимира Ягеллончика зайняти престол у Польщі. Цього ж року отримав староство луківське.
Перебував з новим королем у Литві (1447–1448, 1450–1451, 1452–1453). Залишався пов'язаним з табором королеви-матері, тому підтримував пруську політику короля. У квітні 1454 року як королівський посол брав участь у сеймі литовському в Бересті-Куявському, де вирішувалися питання приналежності Волині і стосунків Литви з Тевтонським орденом.
1454 року Пйотр Вода взяв участь у війні з Тевтонським орденом, загинув 18 вересня у битві під Хойницями.

## Сім'я
Мав дружину Молґожату, у них було двоє дітей:
- Павел (пом. після 1481) — староста ольштинський, луковський і завихостський.
- Софія (?1430 — після 1479) — дружина Пйотра Потоцького (пом. 1475) — дідича Седльців, Потоку, тенутарія з Яновиць.